# Stand Up for Science
Stand Up for Science (Défendons la science en français) fait référence à l'ensemble des manifestations organisées en 2025 par les communautés de scientifiques à travers les États-Unis en réponse aux menaces pesant sur la recherche scientifique sous la seconde administration Trump. Le principal rassemblement a lieu au Lincoln Memorial à Washington, le 7 mars 2025, avec environ 2 000 participants présents. Selon les organisateurs, des manifestations parallèles ont lieu dans plus de 30 autres villes américaines. Des manifestations de solidarité sont organisées dans plusieurs autres pays, dont une trentaine en France. Stand Up for Science fait suite à la Marche pour les sciences sous la première administration Trump en 2017.

## Contexte
Les manifestations commencent en réaction aux inquiétudes suscitées dans les communautés scientifiques et médicales concernant les réformes politiques au cours des 47 premiers jours de la seconde  présidence de Donald Trump, après son investiture en janvier 2025. Parmi celles-ci figurent la fin des subventions liées à la recherche sur les personnes transgenres et aux initiatives favorisant la diversité dans les National Institutes of Health, l'examen de milliers de subventions de la National Science Foundation contenant des mots-clés tels que « femmes » et « diversité », le licenciement de centaines d'employés en période d'essai dans les agences publiques telles que la National Oceanic and Atmospheric Administration et le National Weather Service, une proposition de plafonnement des coûts indirects aux National Institutes of Health, une tentative de fermeture des installations abritant les observatoires volcanologiques en Alaska et à Hawaï, ainsi que le retrait des États-Unis de plusieurs initiatives concernant la lutte contre le réchauffement climatique,,.

## Organisation
Les manifestations sont principalement coordonnées par des scientifiques en début de carrière et des étudiants de second cycle. Début février 2025, le co-organisateur et doctorant en bioinformatique de l'université de Caroline du Nord à Chapel Hill, JP Flores, rencontre l'ancien organisateur de la Marche pour les sciences, Jonathan Berman, dans l'espoir d'organiser une manifestation inspirée de l'événement de 2017. Peu de temps après, la co-organisatrice Colette Delawalla publie sur Bluesky un message exprimant sa frustration face au manque de réponse coordonnée face aux politiques administratives affectant la recherche, et annonce son intention d'organiser une manifestation à Washington. Parmi les autres principaux organisateurs figurent Emma Courtney du Cold Spring Harbor Laboratory, Samantha Goldstein de l'université de Floride et Leslie Berntsen.
L'équipe de cinq organisateurs définit plusieurs objectifs clés au-delà de l'opposition générale aux décisions politiques de l'administration Trump. Il s'agit notamment de s’opposer au gel des subventions scientifiques et au licenciement des scientifiques des agences gouvernementales, de plaider en faveur d’un financement accru de la recherche scientifique, d’appeler au rétablissement des initiatives de diversité, d’équité, d’inclusion et d’accessibilité au sein de la science financée par le gouvernement et d’exiger la fin de l’ingérence politique dans les processus scientifiques.

## Manifestations

### États-Unis
La manifestation de Washington, qui se tient le 7 mars 2025 au Lincoln Memorial, réunit de nombreux orateurs de renom, dont l'ancien directeur des National Institutes of Health et chercheur en génomique humaine Francis Collins, l'astronome Phil Plait, le biologiste et lauréat du prix Nobel Victor Ambros, l'ancien administrateur de la NASA Bill Nelson et la célébrité de la télévision scientifique Bill Nye. Emily Whitehead, survivante du cancer, partage son expérience en tant que première bénéficiaire de la thérapie par cellules CAR-T qui lui a sauvé la vie alors qu'elle avait cinq ans. Plusieurs intervenants évoquent les attaques contre des institutions comme l'Agence de protection de l'environnement et la National Oceanic and Atmospheric Administration, notamment le membre du Congrès Bill Foster, le Dr Gretchen Goldman de l'Union of Concerned Scientists et le volcanologue Denali Kincaid, qui souligne la menace contre plusieurs observatoires volcanologiques du pays et d'autres programmes liés à la prévention des catastrophes naturelles,.
En dehors de Washington, des manifestations importantes ont lieu dans d’autres villes dotées de fortes communautés scientifiques. Les scientifiques qui ne peuvent pas venir aux rassemblements sont encouragés par les organisateurs à quitter leur lieu de travail en signe de protestation. Philadelphie accueille une manifestation centrée autour de l'hôtel de ville, composée de membres des institutions médicales et des systèmes d'éducation aux soins de santé de la ville. Le Dr Cedric Bien-Gund, spécialiste des maladies infectieuses à l'université de Pennsylvanie, exprime son inquiétude quant aux impacts sur les patients transgenres et non binaires. De même, des milliers de manifestants se rassemblent devant la fresque murale Horiuchi dans le centre de Seattle, où le gouverneur de l'État de Washington, Bob Ferguson, affirme son soutien à la science et aux protestataires. D'autres manifestations ont lieu au capitole de l'État du Michigan, au Hamilton College à Kirkland (New York), au parc Boston Common (Massachusetts) et à Schenley Plaza à Pittsburgh (Pennsylvanie).
De nombreux manifestants brandissent des pancartes faisant référence à des thèmes scientifiques ou critiquant des personnalités publiques, notamment le président Donald Trump, le secrétaire à la Santé et aux Services sociaux Robert F. Kennedy Jr. ou encore Elon Musk, avec des slogans tels que « la science est le vaccin contre l'ignorance », « Éliminez Elon de l'ADN des États-Unis » et « Nous faisons confiance aux preuves ».

### France
En France, des scientifiques et chercheurs de toutes les disciplinent se réunissent à l'initiative des mêmes organisateurs que lors des marches pour la science de 2017 : l'astrophysicien Olivier Berné, le biologiste Patrick Lemaire et l'historienne Emmanuelle Perez-Tisserant. Deux grandes journées sont organisées, le 3 avril et le 7 mars, en solidarité aves leurs collègues américains. Plus de 30 rassemblements ont lieu sous le nom de « Stand up for Science France ». De nombreux scientifiques français participant aux manifestations expriment leurs inquiétudes face aux changements de politique des États-Unis qui restreindraient la communication scientifique internationale, le partage de données, les budgets d'organismes internationaux comme l'OMS et les études liées au changement climatique,. 
L’initiative française du 7 mars rassemble plus de 2000 personnes dans les grandes villes universitaires françaises. À Paris, une conférence de presse est organisée au Collège de France puis plusieurs centaines de personnes se rassemblent place Jussieu. De nombreuses institutions et universités telles que le CNRS, l'Inserm, la Société mathématique de France, l'Académie des sciences, Paris-Dauphine, Toulouse ou encore Caen-Normandie, appellent à se joindre à l'évènement.